# Cristóbal Cortina
Cristóbal Cortina Méndez (Santiago de Chile, 13 de marzo de 1984) es un jinete de rodeo chileno ganador en tres oportunidades del Campeonato Nacional de Rodeo (2010, 2018 y 2023).
Nació en la comuna de Peñalolén y se inició a los 10 años corriendo rodeos en los laborales. A los 18 años comenzó a dedicarse a los rodeos. Corrió en los clubes laborales de Renca y Pudahuel. En los federados corrió junto a Marcelo Valdebenito, Nicolás Touma y Roberto García. Posteriormente formó collera con Vergara y rápidamente comenzó a tener grandes triunfos como ganar los clasificatorios de 2007 y de 2010. En el Campeonato Nacional de Rodeo de 2009 llegó junto a su compañero del Club de Rodeo de Puente Alto al cuarto animal de la Serie de Campeones, pero una tijera le impide llevarse el tercer lugar.
El Campeonato de 2010 lo ganó junto a Víctor Vergara, montando a "Cumpa" y "Tío Pedro" con 36 puntos buenos (12+9+8+7) y representando a la Asociación Cordillera, que ganaba el título por segunda vez consecutiva. Cuando ganó el campeonato tenía 26 años.
Ocho años más tarde ganó su segundo título esta vez junto a Gustavo Valdebenito montando a "Caballero" y "Compadre" marcando 37 puntos buenos, uno más que sus escoltas, en una emocionante final.
Su último título lo ganó representando al Criadero Agua de los Campos y Mackena, junto a Gonzalo Abarca, en Timbero y Abundante, con 42 puntos.

## Campeonatos nacionales
| Año  | Collera             | Caballos                 | Puntaje | Asociación   |
| ---- | ------------------- | ------------------------ | ------- | ------------ |
| 2010 | Víctor Vergara      | "Cumpa" y "Tío Pedro"    | 36      | Cordillera   |
| 2018 | Gustavo Valdebenito | "Caballero" y "Compadre" | 37      | Malleco      |
| 2023 | Gonzalo Abarca      | "Timbero" y "Abundante"  | 42      | Santiago Sur |

### Segundos campeonatos
- 2019: junto con Gustavo Valdebenito, montando a "Compadre" y "Caballero" con 37 puntos.

### Terceros campeonatos
- 2025: junto con Gonzalo Abarca, montando a "Felito" y "Chiloco" con 31 puntos.